# 希塞卢韦尼
希塞盧韋尼（Shiselweni）是史瓦帝尼南部的一個行政區，面積3,779平方公里，1997年人口217,598，首府恩赫蘭加諾。當地主要宗教是基督教和伊斯蘭教。
1. ↑  .   [2019-10-13]. （原始内容存档于2003-08-04）.
2. ↑  . hdi.globaldatalab.org.   [2018-09-13]. （原始内容存档于2018-09-23） （英语）.